# Altes Hauptpostamt (Glasgow)

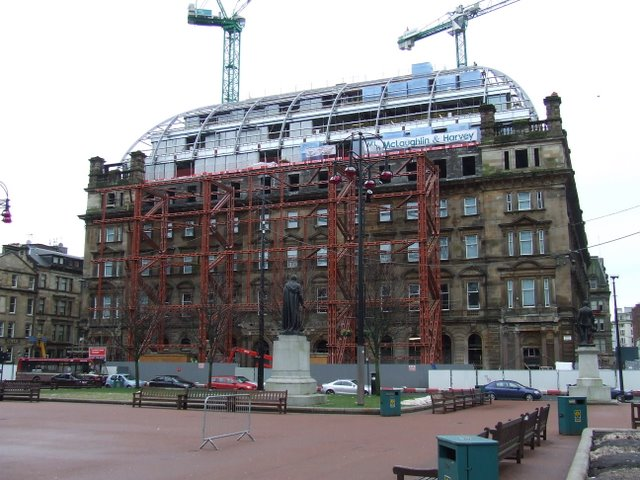
Altes Hauptpostamt von Glasgow

Das Alte Hauptpostamt von Glasgow befindet sich am George Square in der schottischen Stadt Glasgow. 1970 wurde das Bauwerk in die schottischen Denkmallisten in der höchsten Denkmalkategorie A aufgenommen.

## Geschichte
Die Ausschreibung zum Bau des Hauptpostamts im Jahre 1852 gewann der schottische Architekt Charles Wilson. Der Bau wurde 1853 begonnen, dann jedoch abgebrochen. Möglicherweise war ein tödlicher Unfall der Auslöser. In einer neuen Ausschreibung erhielt William Burn den Auftrag und das Gebäude wurde 1855 fertiggestellt.
Dieses Gebäude wurde zugunsten eines Neubaus im Laufe der 1870er Jahre abgebrochen. Den Entwurf für den Neubau lieferte der hohe Architekt im schottischen Bauamt Robert Matheson. Dieser wurde zwischen 1875 und 1877 umgesetzt. Zwischen 1892 und 1894 wurde Teile des Gebäudes durch Walter Wood Robertson neu aufgebaut und zwischen 1911 und 1916 Anbauten hinzugefügt. In den 2000er Jahren wurde das Gebäude in mehrere Einheiten unterteilt und wird seitdem als Geschäftsgebäude genutzt.

## Beschreibung
Das klassizistische Gebäude steht an der Südflanke des George Square im Glasgower Zentrum. Seine nordexponierte Hauptfassade ist 13 Achsen weit, die im Schema 1–4–3–4–1 angeordnet sind. Den Eingangsbereich am Mittelrisaliten schmücken gepaarte korinthische Säulen aus rosafarbenem Granit. Wie auch die flankierenden Fenster, sind die Portale rundbogig. Nur auf den äußeren Achsen sind die Fenster zu Drillingen gekuppelt. In den beiden unteren Stockwerken sind die Fenster teils mit segmentbogigen oder Dreiecksgiebeln verdacht. Fenstergesimse gliedern die Fassade horizontal.
Die Ostfassade entlang der South Frederick Street ist 15 Achsen weit, jedoch nicht vollständig symmetrisch aufgebaut. Bei der Südseite dieser Fassade handelt es sich um die Erweiterung aus den 1890er Jahren, bei welcher das ursprünglich T-förmige Gebäude zu einem kompakten Block erweitert wurde.